# 101721 Emanuelfritsch
101721 Emanuelfritsch este un asteroid din centura principală de asteroizi.

## Descriere
101721 Emanuelfritsch este un asteroid din centura principală de asteroizi. A fost descoperit pe 13 martie 1999 la Observatorul Kleť de Jana Tichá și Miloš Tichý. Asteroidul prezintă o orbită caracterizată de o semiaxă mare de 3,12 ua, o excentricitate de 0,12 și o înclinație de 14,2° în raport cu ecliptica.